# Paris Pride
Paris Pride eller Marche des Fiertés LGBT Paris är en årligen återkommande festival i Paris som främst riktar sig till HBTQ-personer (homo- och bisexuella, transpersoner och queera). Den äger normalt rum vecka 26, vilket är veckan efter midsommar i  juni. Under festivalveckan pågår aktiviteter främst i Paris gaydistrikt i Marais. Höjdpunkten är Paris Prideparad som varje år startar vid Montparnassetornet och avslutas vid Place de la Bastille på lördagen. Efter paraden samlas människor från paraden i gaydistriktet Marais på gatorna Rue du Temple, Rue Saint-Merri, Rue St-Croix Bretonnerie samt Rue des Archives. 

## Historia
År 1971 starade Françoise d'Eaubonne och Guy Hocquenghem med några fler ledande personer Front homosexuel d'action révolutionnaire som pågick åren 1971-1978. 1979 samt 1980 genomfördes oberoende demonstrationer.
Första Prideparaden genomfördes 1981 i Paris. Paris hade Europride år 1997 och har inte haft det igen sedan dess. 

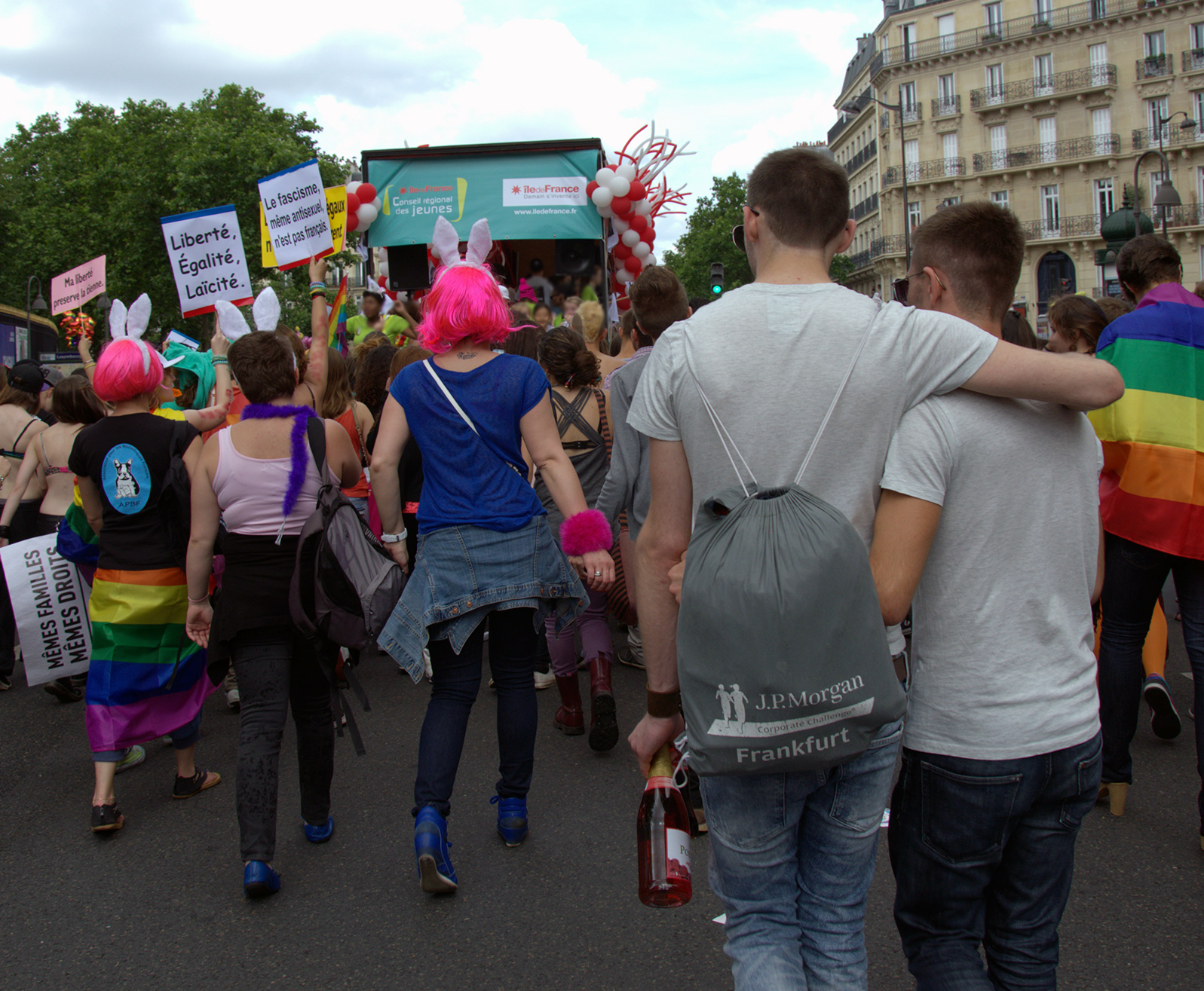
Paris Pride 2013
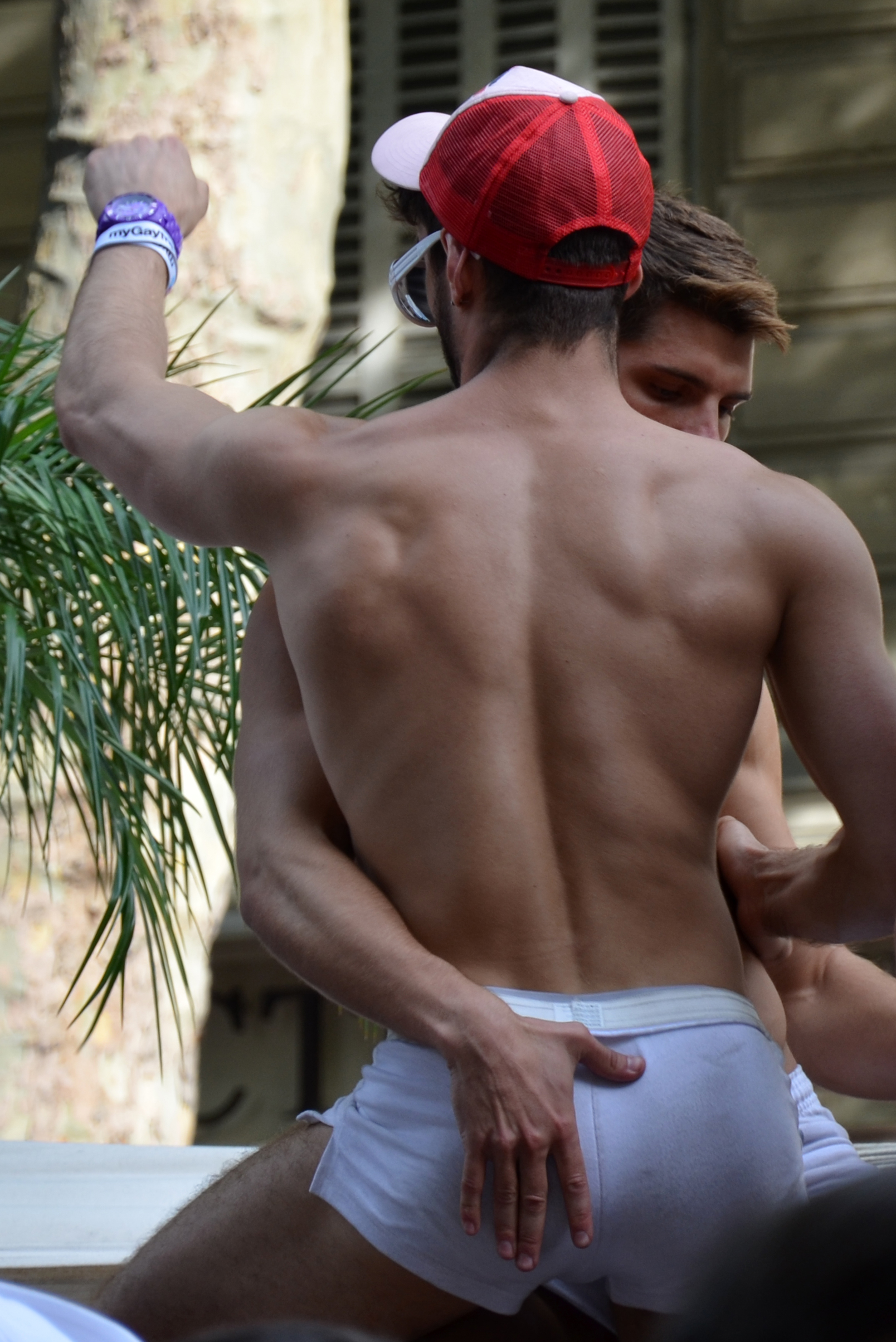
Paris Pride 2013
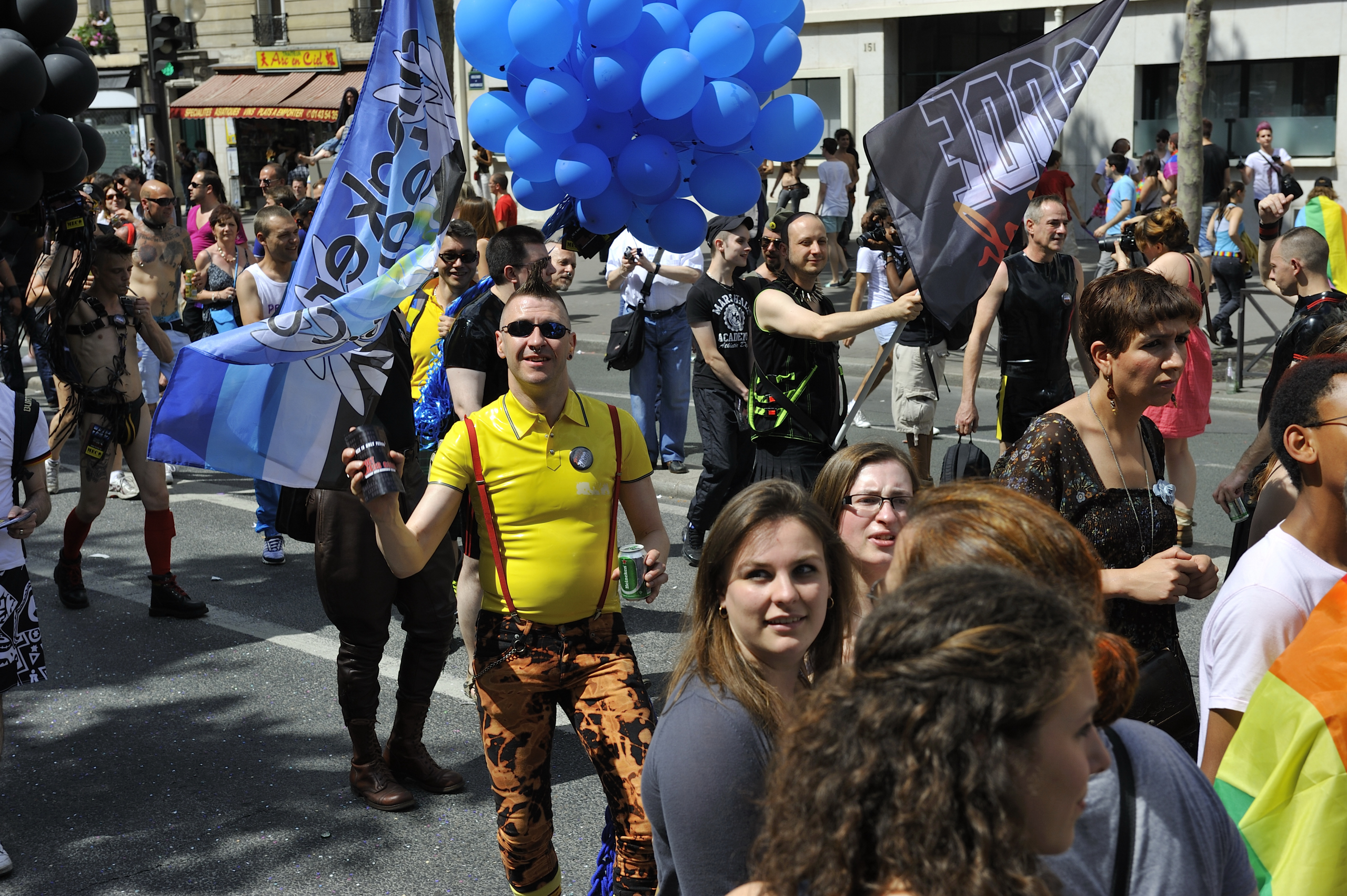
Paris Pride 2012
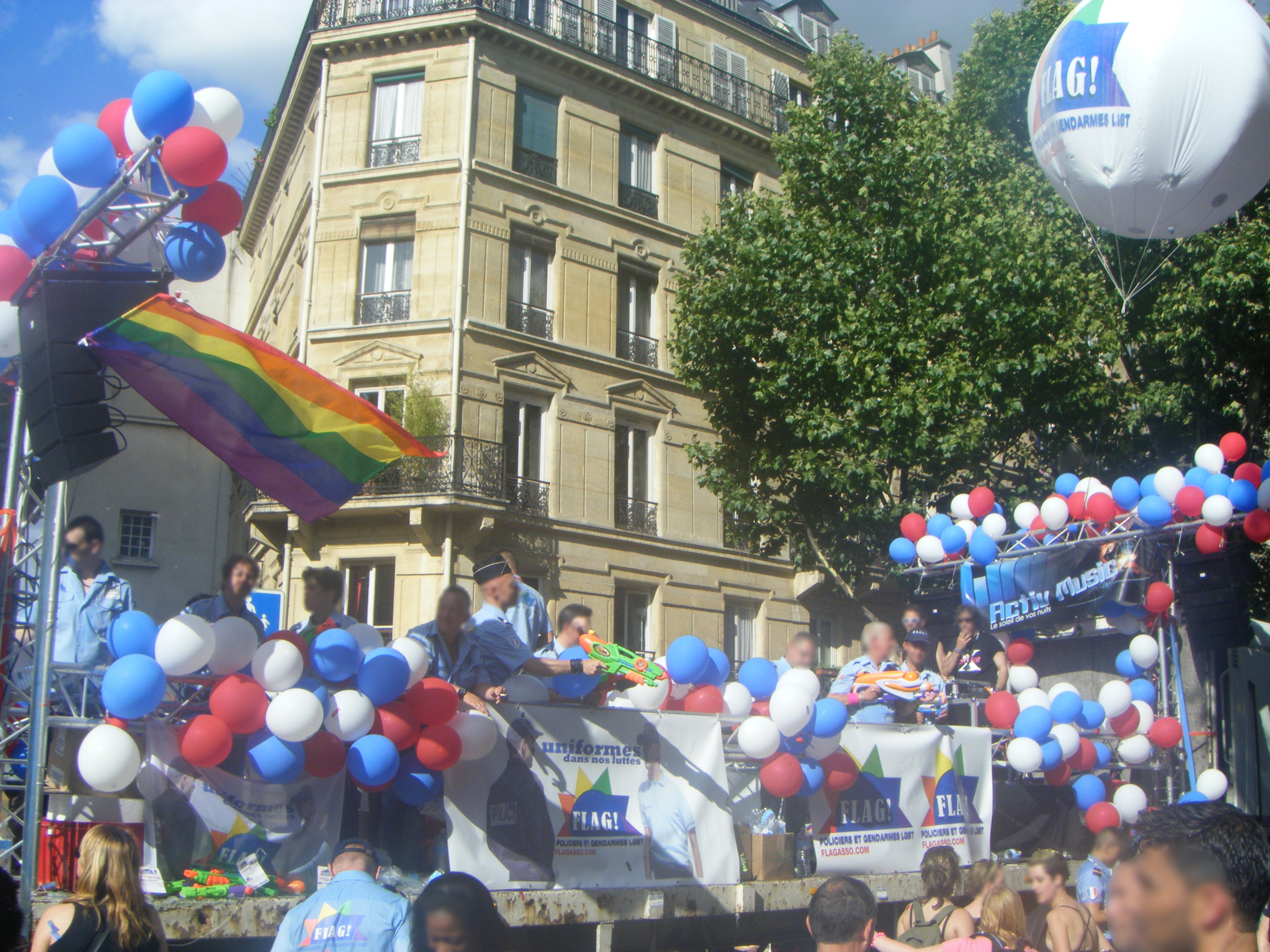
Paris Pride 2011